# 회색늑대의 나라별 서식지 목록
북미와 유라시아 대부분에는 아직도 풍부한 서식지를 갖추고 있지만, 회색늑대는 서식지의 광범위한 파괴와 인간의 잠식으로 인해 현재는 매우 작은 영역에서만 서식하며, 인간 정착지의 확장으로 인해 늑대는 일부 지역에서 지역 소멸하였다. 그러나, 전체적으로 회색늑대는 안정적인 개체수로 인해 국제 자연 보전 연맹에서 관심 필요의 등급을 지정했다. 오늘날, 늑대는 일부 지역에서는 보호받지만 다른 지역에서는 사람, 가축 및 애완동물의 위협 인식으로 인해 사냥당한다.
늑대는 변화에 어려움을 가지고 있는 경향이 있기 때문에 종종 지표종으로 분류하기도 한다. 이 종은 질병 발발, 오염, 종 경쟁 또는 기후 변화를 알 수 있는 생태 지역이나 환경과학적 생태 윤곽을 알 수 있게 한다. 코요테와 달리 문명화된 곳에 확장하거나 적응하기 쉽지 않은 것처럼 보인다. 인간이 확장한 곳에는 동복자가 많은 반면, 이전에 서식하던 지역은 줄어드는 것이 관찰되었다.

## 유럽

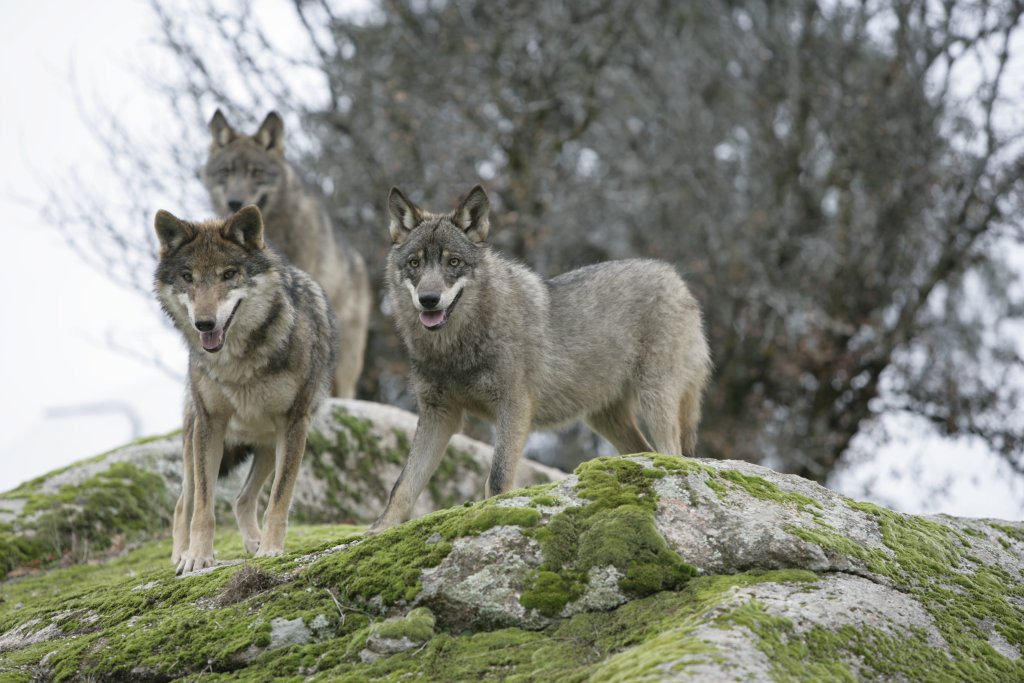
이베리아반도의 늑대.

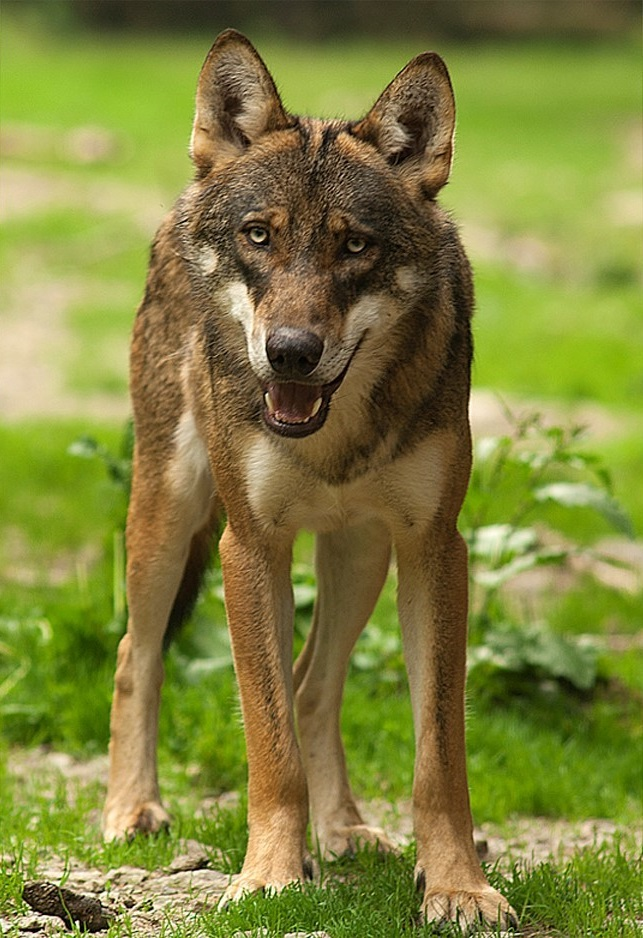
이탈리아의 늑대.

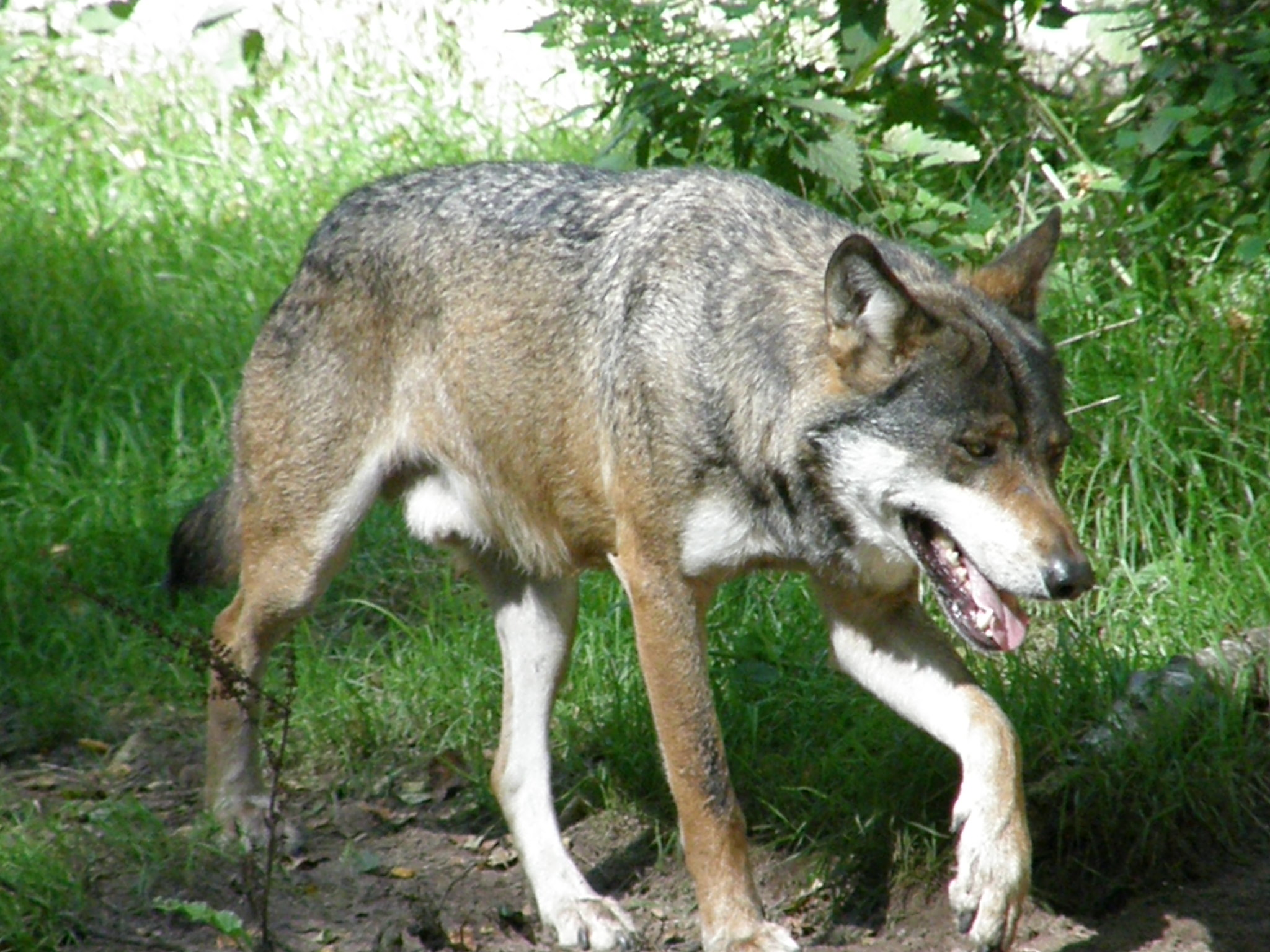
독일의 늑대.

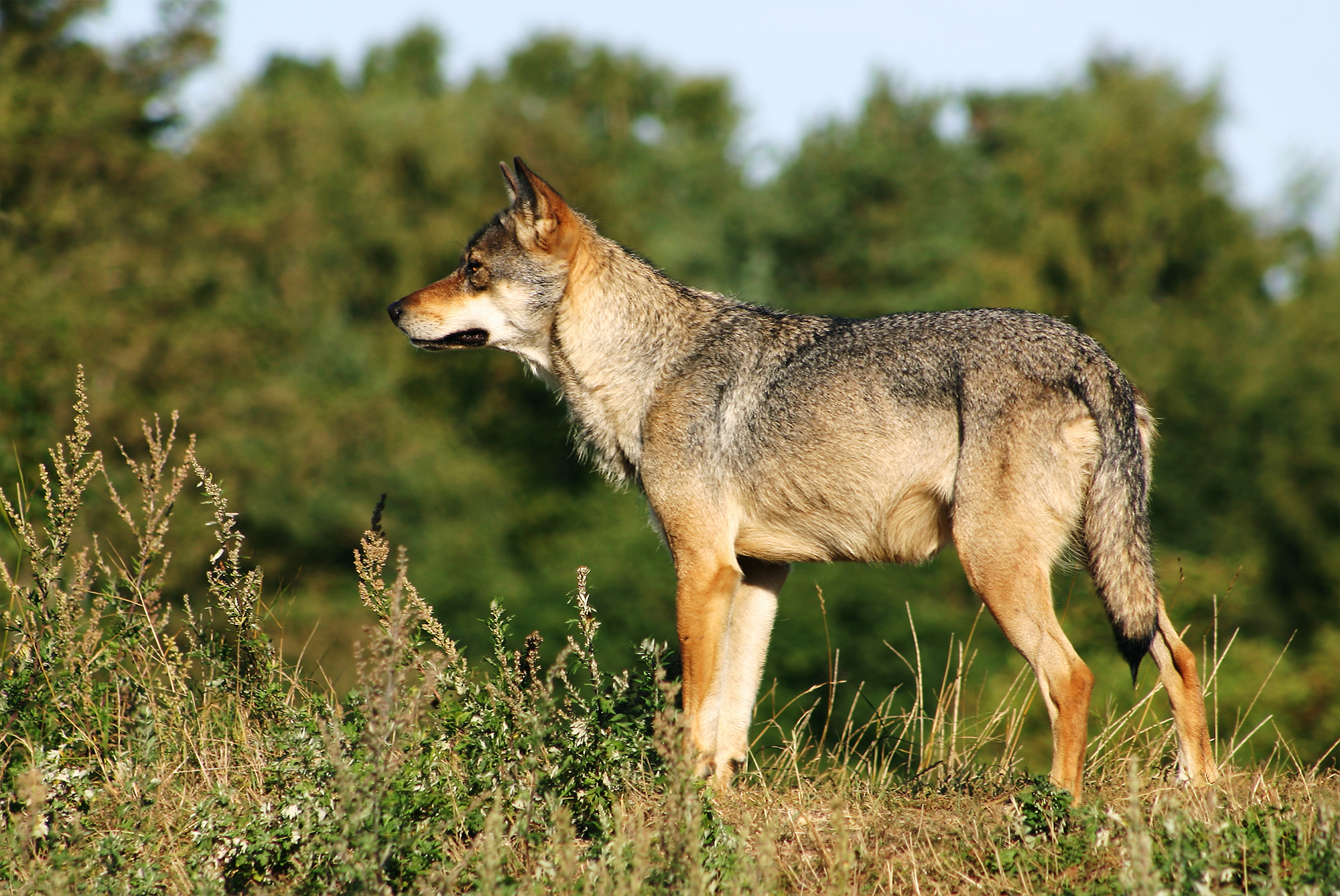
덴마크의 늑대.

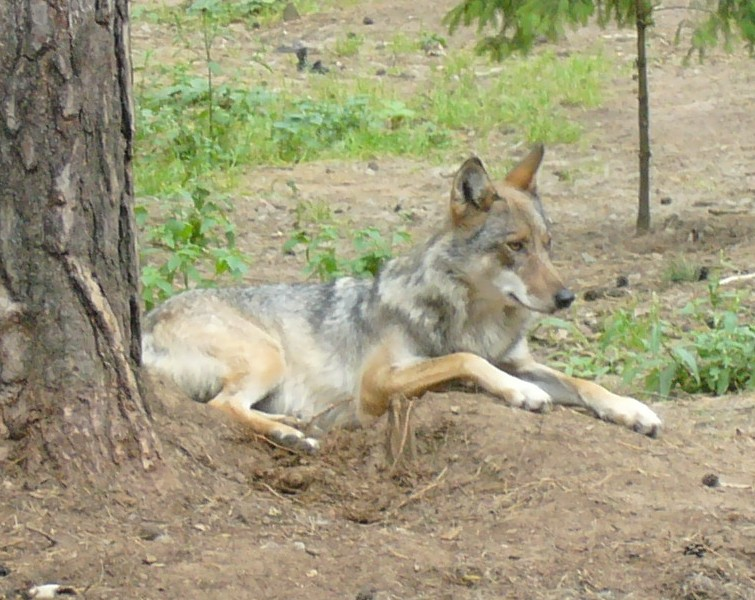
벨라루스의 늑대.

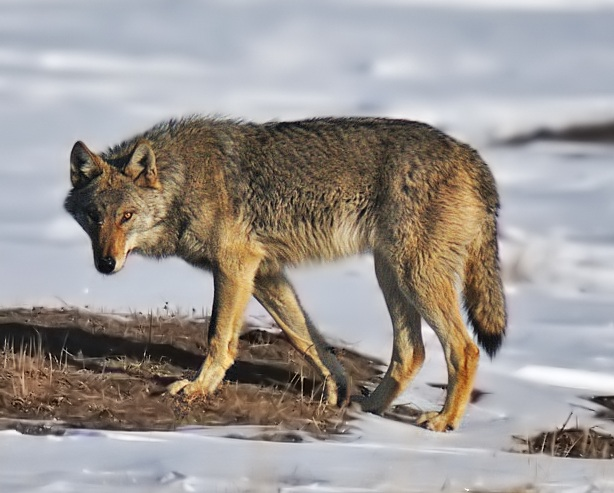
터키의 늑대.

그린란드는 50-100마리의 늑대가 서식중이며 가축 피해에 대한 보상은 받을 수 없지만 서식지의 90% 이상이 보호받고 있다.
포르투갈은 모두 보호를 받는 200-300마리가 서식하고 있다. 가축 피해에 대한 보상이 지급된다.
스페인의 늑대 개체는 2,000마리로 꾸준히 증가하고 있다. 늑대는 사냥 가능 동물로 간주되지만, 남부 지역에서는 보호받고 있다. 가축 피해에 관한 보상은 지역 법률마다 다르지만 보상받고 있다.
이탈리아에서는 늑대가 보호종으로 현재 야생에서 서식하는 늑대는 약 500-700마리로 추정되고 있다.(다른 추정으로는 800마리 이상도 있다) 늑대가 가장 많이 몰려있는 곳은 아부루조의 드 아부루조 국립 공원, 칼라브리아의 폴리노 국립 공원, 알프스의 알페니노 토스코-에밀리노 국립 공원 등 국립 공원에 많은 개체가 서식한다. 또한, 고립된 각각의 개체들이 인간들이 이미 대형으로 거주하고 있는 토스카, 볼로냐, 파르마, 타르퀴니아 등의 지역에서 목격된 바가 있다. 또한, 늑대들은 로마 40km 내에서 발견되었으며 아마도 카스텔리 로마니 근처의 작은 공원에서 서식하는 것으로 추정한다. 현재 이탈리아의 늑대 개체수는 1970년대 이후 6% 비율로 증가하고 있으며, 매년 총 늑대 개체수의 15%가 불법 밀렵과 로드킬로 사망한다고 추정하고 있다. 가축 피해 보상은 지방 정부가 지불한다. 이탈리아의 로마 라 사피엔차 대학교의 교수이자 생물학자인 루이기 보이타니는 이탈리아의 늑대 복구 성공에 관해 우려를 제기하며 향후 늑대 개체수 증가로 인한 관리 부분의 공개를 거부한다는 것에 의문을 제기했다.
1992년부터 늑대들은 이탈리아에서 프랑스로 이주하기 시작했고, 현재 개체수는 약 40~50마리이며 계속 성장하고 있는 것으로 추정한다. 2005년의 추정치는 약 80~100마리이다. 유럽 야생동물의 보존 및 자연 서식지 보호에 관한 베른 조약에 따라서, 늑대는 멸종위기종으로 분류되며 이들을 죽이는 것은 불법이다. 공식적인 발췌에는 너무 오랫동안 전체 국가의 인구에 영향을 주지 못했기 때문에 농장 동물들을 보호하는 것은 허용되었다. 가축 피해에 관한 보상은 제공된다.
독일의 늑대는 1988년 제일 처음 발견되었고, 아마도 폴란드 서부에서 이주한 것으로 추정한다. 현재, 독일에는 150마리 22쌍의 무리가 살고 있으며 대부분 루사티아에 몰려 있고, 현재 동쪽과 북쪽으로 서식지를 확장하고 있다. 2012년 7월에는 150년 만에 니더작센주 헤이데크레스(Heidekreis) 늑대 새끼가 태어났으며, 이는 독일 동부에서 늑대가 확산되었다는 것을 의미한다. 독일법에 따라, 늑대는 보호종으로 취급되며 일부 주에 대해 가축 피해에 관한 보상 프로그램이 존재한다.
2011년 벨기에와 네덜란드의 늑대는 몇몇 지역에 분포하고 있다. 이탈리아와 프랑스의 외톨이 늑대 개체 수가 많은 것으로 추측하고 있다. 고속도로의 야생 동물 통로의 늑대 횡단 보고 이후 네덜란드의 야생 지역의 벨루위줌 국립 공원, 독일의 오오스트바르데르플레슨(Oostvaardersplassen) 같은 곳 건축되기 시작했으며, 자연 보호 단체의 예상으로는 독일의 늑대가 조만간 저지대 국가로 확산될 것이라 추측하고 있다.
스위스의 늑대 개체수는 불확실하지만 1~2마리 각각이서 사는 것으로 추정하고 있다. 늑대는 보호받고 있으며, 가축 피해에 대한 보상은 스위스의 주 범위에서 이루어지고 있다.
스칸디나비아에서는 약 200마리의 늑대(2007/2008년 공식 기록 166~210마리)가 서식하고 있으며, 대부분은 스웨덴과 노르웨이 사이에서 서식한다. 노르웨이의 개체수는 남동부의 스웨덴 국경에 몰려 있으며 12~18마리로 추정한다. 이 개체는 보호받고 있으며 가축 피해에 대한 보상은 지급된다. 스웨덴은 200마리의 늑대가 서식하고 증가하고 있으며, 보호받고 있고 가축 피해에 관한 보상이 지급된다. 덴마크에는 마지막 늑대가 1813년 발견되었지만, 2009년, 2010년, 2012년 독일에서 이탈한 늑대가 덴마크 국경을 넘은 것이 관측되었으며 마지막 관측 기록은 다이 지자체의 국립공원이다. 이것은 부검 후 특정 늑대가 암 종양의 부작용으로 사망했다고 결론을 내린 것이 확인되었다. 이것은 199년 만에 덴마크에서 처음 알려진 늑대이다. 스웨덴의 늑대는 중심의 산림 지역에 제한적으로 서식하고 있다. 스칸디나비아 늑대의 일부는 핀란드를 통해 유입되기도 한다.
핀란드에는 116~123마리의 늑대가 안정적으로 서식하고 있다. 늑대는 법적으로 순록이 많이 서식하고 있는 지역에서 사냥이 허가된다. 가축 피해에 대한 보상은 국가 및 보험 회사가 지불한다. 이 개체들은 러시아의 늑대 개체와 연관되어 있다.
폴란드는 약 7~800마리의 늑대가 서식하고 있으며 비에스쟈디 산(Bieszczady Mountains)에서 보호를 받고 있다. 가축 피해에 대한 보상은 지불하지 않는다.
에스토니아에서는 1990년대 중반 기준 500마리 이하 200마리 이상의 안정적인 개체수를 가지고 있다. 공식적인 입장은 최저 기준인 1~200마리가 서식한다고 고려하고 있다. 서식 범위 스케일은 전 국토를 포함하고 있다. 2007년, 자연 보호에 관한 법률 새 판은 가축 피해 보상에 대한 지급을 명시화했다.
리투아니아에서는 약 300~400마리가 서식하고 있으며 계속해서 개체수가 증가하고 있다. 이 종은 보호받지 못하며, 가축 피해에 대한 보상은 지불하지 않는다.
라트비아에서는 약 600마리가 서식하지만 보호받지 못하며, 1990년대 중반에는 900마리로 지속적으로 감소하고 있다. 가축 피해에 대한 보상은 지불하지 않는다.
벨라루스에서는 약 1,500~2,000마리의 늑대가 서식하고 있다. 자연 보호 구역의 표본종을 제외한 모든 늑대는 보호받고 있지 않다. 벨라루스에서는 늑대가 사냥 가능 동물로 지정되어 늑대를 죽인 것이 인정될 때마다 60~70유로(한화 87,000~101,000원)의 현상금을 지급받는다. 이 국가의 월 평균 임금이 230유로(한화 334,000원)으로 상당한 양의 보상금이 책정되어 있는 상태이다. 가축 피해 보상은 이뤄지지 않는다.
우크라이나에서는 2,000마리의 늑대가 보호받고 있으며, 개체수는 안정 상태에 있다. 가축 피해에 대한 보상금은 받지 못한다. 늑대 개체의 대부분은 큰 위협을 받고 있는 체르노빌 원자력 발전소 사고가 일어난 체르노빌 출입 금지 지역에 서식하고 있다. 이 영역은 벨라루스 부분에도 동등하게 설정되어 있다.
체코에서는 20마리의 늑대가 보호받은 채 서식하고 있으며, 가축 피해에 대한 보상금은 없다.
슬로바키아에서는 350~400마리의 늑대가 보호받은 채 서식하고 있으며, 개체수는 안정 상태에 있다. 가축 피해에 대한 보상은 지급되지 않는다.
슬로베니아에서는 70~100마리의 늑대가 서식하고 있으며 개체수가 증가하고 있다. 1991년부터는 보호종으로 지정되었으며 가축 피해에 대한 보상이 지급된다.
크로아티아에서는 200마리의 늑대가 서식하고 있다. 1995년 5월부터 보호종으로 지정되었으며 고의적으로 늑대를 죽일 경우에는 6,000$의 벌금을 내야 한다. 그러나, 자그레브 대학의 듀로 후버 박사에 따르면, 보호 체계가 시작된 이후 불법적인 늑대 사냥이 시작되어 늑대 40마리가 죽었다고 주장한다. 가축 피해에 대한 보상이 지급된다.
보스니아 헤르체고비나에서는 400마리의 늑대가 서식하지만 수가 감소하고 있고, 법적인 보호를 받지 못한다. 가축 피해에 대한 보상은 지급되지 않는다.
세르비아와 몬테네그로에는 약 500마리의 늑대가 서식하고 있고, 보호종으로 지정되었으며 가축 피해에 대한 보상은 지급되지 않는다.
헝가리에서는 250마리의 늑대가 서식하고 있고, 일부 예외를 제외한 모든 개체가 보호받고 있다. 가축 피해에 대한 보상은 지급되지 않는다.
루마니아에서는 2,500마리가 법적으로 보호를 받지 못한 채 서식하고 있다. 가축 피해에 대한 보상은 지급되지 않는다.
불가리아에서는 1,000~1,200마리의 늑대가 법적 보호를 받지 못한 채 서식하고 있다. 늑대가 귀찮은 동물로 취급되고 이들에 대한 보상금 체계가 활성화되어 있다. 가축 피해에 대한 보상은 지급되지 않는다.
그리스에서는 200~300마리의 늑대가 법적 보호를 받은 채 서식하고 있다. 가축 피해에 대한 보상은 보험의 80% 이상 지급된다.
마케도니아 공화국에서는 1,000마리의 늑대가 법적 보호를 받지 못한 채 성장하고 있으며, 개체수는 증가하고 있다. 가축 피해에 대한 보상은 지급되지 않는다.
알바니아에서는 250마리의 늑대가 보호받은 채 서식하고 있으며, 개체수는 증가하는 추세이다. 가축 손실에 대한 보상은 지급하지 않는다.
튀르키예에서는 700마리의 늑대가 서식하고 있다. 특히 튀르키예의 서부 지역에 늑대의 지역 멸종이 나타났으며, 전체적인 튀르키예의 늑대 개체수는 감소하고 있다. 역사적으로, 늑대는 공식적으로 해수로 간주되어 제한 없이 1년 내내 사냥할 수 있었다. 오직 2003년에만 늑대가 사냥 가능 동물로 지정되었었다. 법적으로 늑대가 보호받고 있는 것은 아니지만 사냥이 허용된 종에 대해서는 오직 사냥철에만 할당량의 늑대만 사냥할 수 있고, 특허증을 발급받은 사람만 사냥할 수 있는 방식이 적용되고 있다. No compensation is paid for livestock damage.
비록, 러시아의 늑대는 보호받지 못하고 있지만 약 25,000~30,000마리가 서식하고 있고 코랴크 자치구와 칼미크 공화국 등의 일부 지역에서 증가하는 추세이다. 체첸 공화국 나드테레친스키 주(Nadterechny district)의 일부 마을은 군사 활동의 감소로 인해 늑대 개체수가 증가하고 있다. 반면에, 중앙 및 남부 러시아의 늑대 개체수는 매우 적다. 몇몇 지역에서는 늑대굴 파괴에 대한 현상금이 지급되기도 한다. 시호테알린산맥 지역에 서식하는 늑대도 호랑이와의 경쟁에서 도태되어 개체수가 감소하고 있다. 호랑이로 인한 늑대의 경쟁 배제 현상은 극동에서 대형 고양잇과를 보호하자는 사냥꾼의 주장에 반박하는 러시아 자연보호주의자들이 이용하는 근거이며, 이들은 늑대보다 더 작은 개체수 제한으로 인해 늑대의 개체수를 효과적으로 조절할 수 있다고 말한다. 가축 피해에 대한 보상은 지급되지 않는다.

## 아시아
시리아에서는 늑대가 보호받고 있지 못하며, 약 200마리가 서식할 것으로 추정한다. 가축에 대한 피해는 보상하지 않는다.
레바논에서는 약 50마리의 늑대가 서식할 것으로 추정하며, 가축에 대한 피해는 보상하지 않는다.

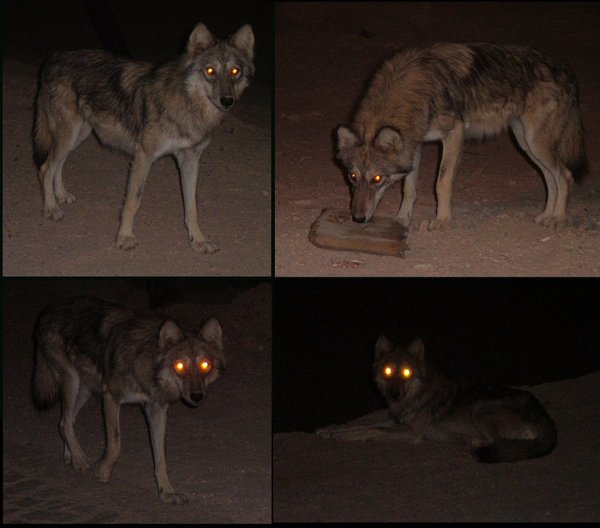
이스라엘 남부의 늑대.

이스라엘의 늑대는 보호받고 있으며 약 150마리가 서식하고 있는 것으로 추정한다. 가축에 대한 피해는 보상하지 않는다.
요르단에서는 늑대가 보호받고 있지 못하며, 약 200마리가 서식하고 있는 것으로 추정한다. 가축에 대한 피해는 보상하지 않는다.
사우디아라비아에서는 약 300~600마리가 불법적으로 키워지는 것으로 추정한다. 가축에 대한 피해는 보상하지 않는다.
인도에서는 약 천 마리의 늑대가 서식하고 있으며 보호구역을 할당받고 있다. 가축에 대한 피해는 보상하지 않는다.
중국의 늑대는 거의 모든 지역에서 개체수가 감소하고 있다. 현재 헤이룽장성에 500마리, 신장 위구르 자치구에 10,000마리, 티베트 자치구에 2,000마리가 서식하고 있다. 2006년, 중국 정부는 늑대 등 야생동물을 사냥하는 외국인에게 라이선스를 발급하겠다는 계획을 세웠다. 가축에 대한 피해는 보상하지 않는다.
몽골에서는 10,000~20,000마리의 늑대가 법적으로 보호받지 못한 채 서식하고 있으며, 개체수는 안정적이며 가축 피해에 대한 보상은 지급되지 않는다.
카자흐스탄에서는 약 30,000마리의 늑대가 안정적으로 서식하고 있다. 40달러의 현상금을 위해 매년 2,000마리의 늑대가 죽지만, 개체수는 여전히 급격히 상승하고 있다. 가축 피해 보상은 이뤄지지 않는다.
투르크메니스탄에서는 1,000마리의 늑대가 보호받지 못한 채 서식하고 있다. 가축 피해에 대한 보상은 지급되지 않는다.
우즈베키스탄에서는 2,000마리의 늑대가 보호받지 못한 채 안정적으로 서식하고 있다. 가축 피해에 대한 보상은 지급되지 않는다.
키르기스스탄에서는 4,000마리의 늑대가 보호받지 못한 채 안정적으로 서식하고 있다. 가축 피해에 대한 보상은 지급되지 않는다.
타지키스탄에서는 9,000마리의 늑대가 보호받지 못한 채 안정적으로 서식하고 있다. 가축 피해에 대한 보상은 지급되지 않는다.
이라크, 이란, 아프가니스탄, 네팔, 부탄의 늑대는 현재도 서식하고 있다고 하나 정확하고 신뢰 있는 추정치는 존재하지 않는다.

## 북아메리카

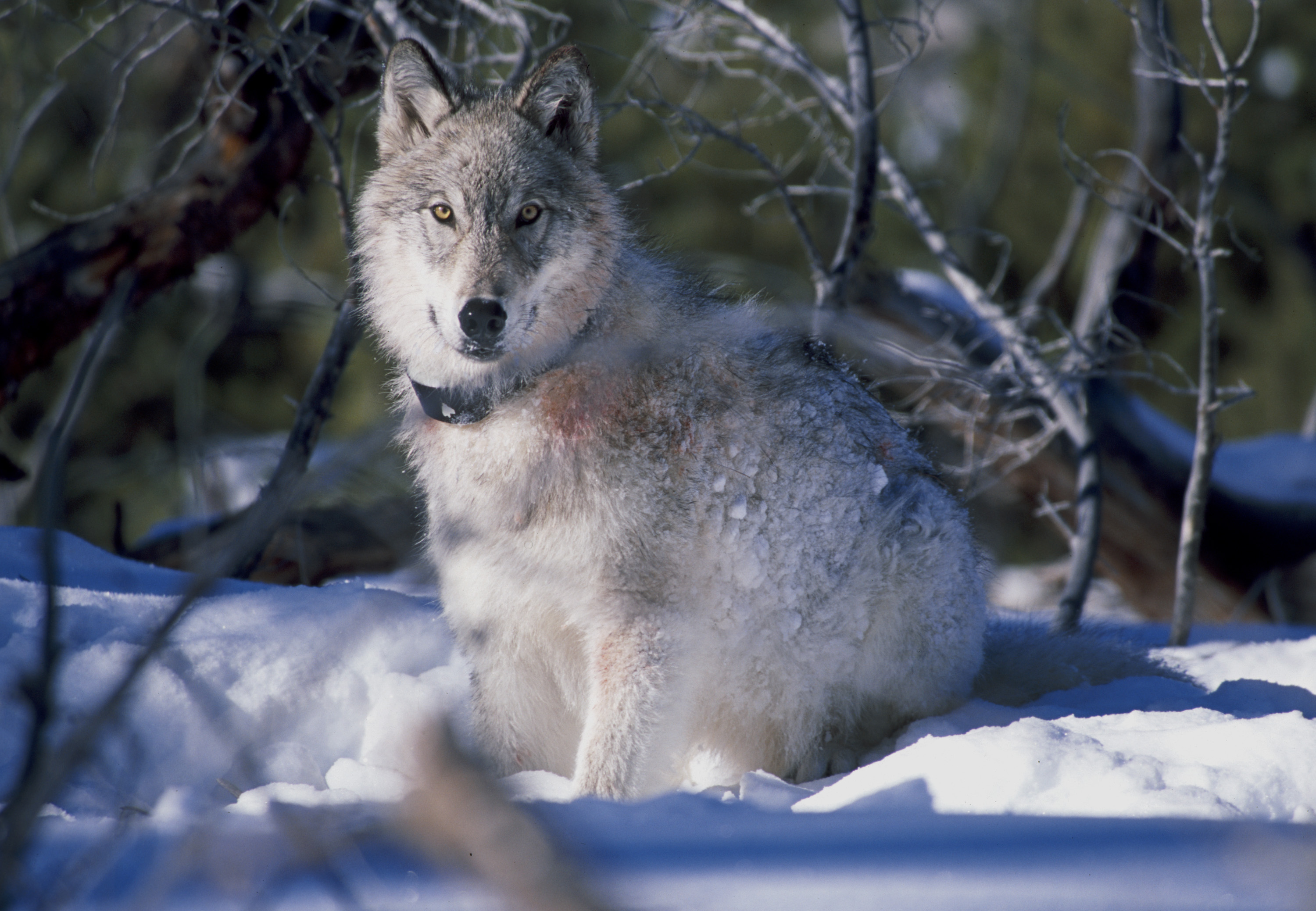
옐로스톤 국립공원에서 위치추적기를 단 늑대.

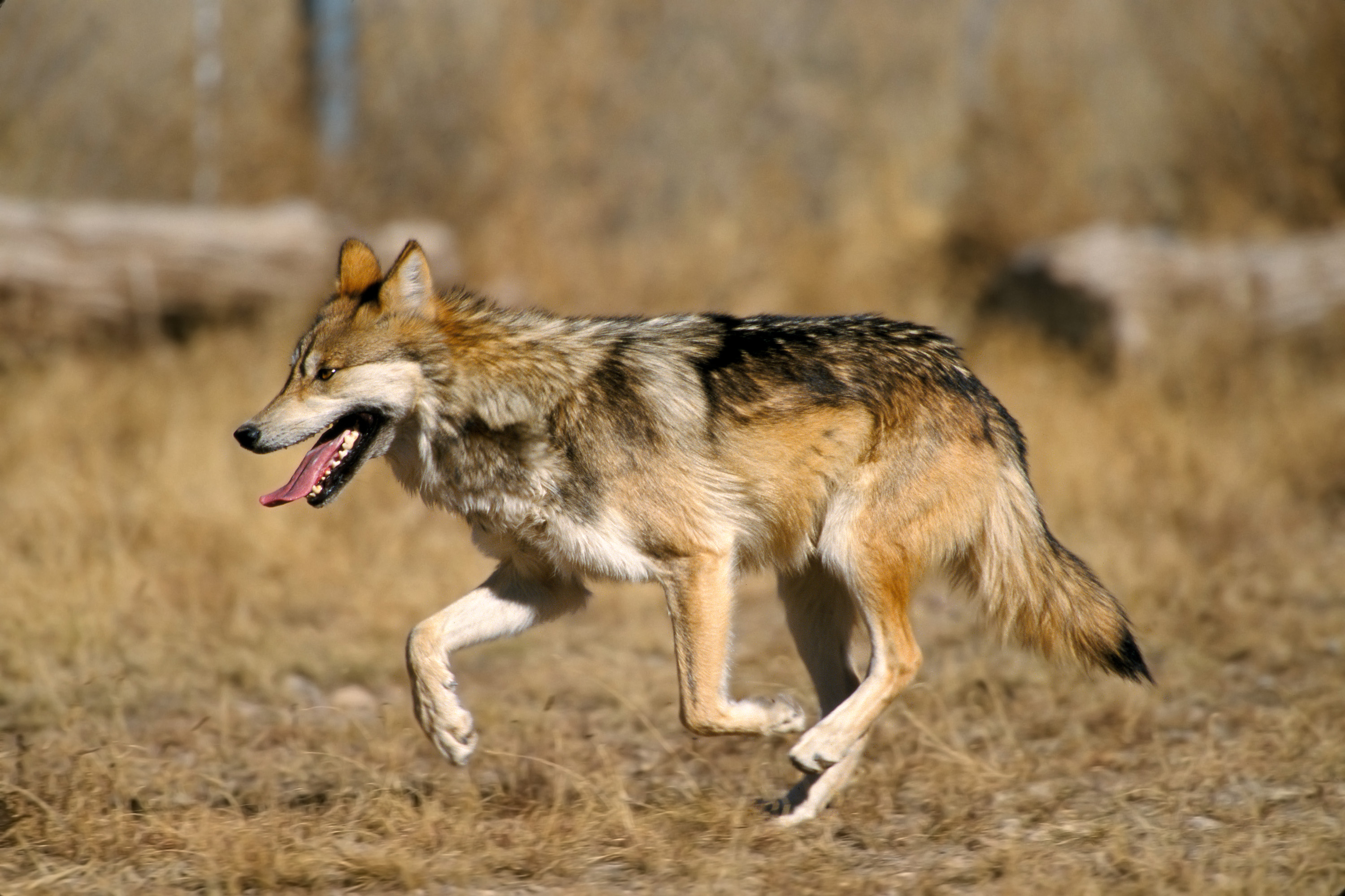
뉴멕시코주 세빌레타 국립 야생동물 보호소에서 포획된 늑대

캐나다에서는 법적으로 대형 사냥 가능 동물에 속하며 캐나다의 영토 3%에서 보호받고 있으며, 52,000~60,000마리 이상이 서식하고 있다. 노스웨스트 준주, 누나부트 준주, 유콘 준주에 각각 5,000마리, 브리티시컬럼비아주에 8,500마리, 앨버타주에 4,200마리, 서스캐처원주에 4,300마리, 매니토바주에 4,000~6,000마리, 온타리오주에 9,000마리, 퀘벡주에 5,000마리, 래브라도에 2,000마리 서식하고 있다. 가축 피해에 대한 보상 프로그램은 없다. 2012년 가을, 브리티시컬럼비아 주 정부는 일부 지역에서 늑대 개체수를 감소시키기 위해 도태시키는 것을 고려하고 있다.
미국에서는 현재 9,000마리의 늑대가 서식하고 있으며 전 지역에서 개체수가 증가하고 있다. 미국 어류 및 야생동물관리국(FWS)은 서부 지역에서 회색늑대 복구에 성공시켰음을 공표하고 2008년 3월 28일 연방정부의 멸종위기종 목록에 제외되었다. 늑대에 대한 총격 논쟁으로 인해, 환경 단체 연합은 연방정부가 회색늑대를 멸종위기종 목록에 넣으라고 항소하고 있다.2008년 7월 18일에는 연방대법원이 멸종위기종 수록에 찬성하여 다시 갱신되었다.알래스카 주에서는 6,000~7,000마리가 서식하고 있으며 대형 사냥 가능 종으로 분류되어 4월에서 8월까지 사냥 가능하다.미네소타주에서는 2,900마리가 서식하고 있으며, 때때로 개체수 조절을 위한 도태가 이루어지지만 법적으로 보호받고 있다. 주 정부는 늑대 개체수 조절 권한을 완전히 위임받아 최소 1,600마리 이상의 늑대 개체수를 유지한다는 계획을 갖고 있다. 위스콘신주와 미시간주에서는 각각 2008년에 600마리가 서식하고 있었으며, 미시간주의 봄철 늑대 개체수가 2011년 687마리에서 2013년 658마리로 감소하였다. 와이오밍주, 아이다호주, 몬태나주 등 록키 산맥 부근 지역의 늑대는 약 1,700마리가 서식하고 있다. 2008년 7월 현재 워싱턴주에서는 2마리의 회색늑대가 서식중으로 한 마리는 수유중인 암컷으로 확인되었다. 이는 1930년대 늑대 멸종 이후 다시 처음으로 재회복한 사례이다. 오리건주 북부에서는 2008년 7월 현재 생물학자들이 적어도 성체 2마리와 새끼 2마리로 확인된 늑대 울음소리를 확인했다. 이는 오리건 주에서 처음으로 확인된 늑대 쌍 개체이다. 2011년 12월에는 오리건 주의 늑대 개체수가 24마리로 증가했다. 이 중 한 마리 늑대인 OR-7로 알려진 성체는 1126km 이상을 이동하여 주 국경을 넘어 캘리포니아주까지 이동한 것이 확인되었다. OR-7 늑대는 1947년 오리건 주의 마지막 현상금 이후 캐스캐이드 산맥 서쪽에서 발견된 첫 번째 늑대이다. 2009년 1월 14일, 미국 내무부는 와이오밍 주를 제외한 모든 주에서 회색늑대를 미국의 멸종위기종 목록에서 제외시켰다. 이 움직임은 환경 보호 단체의 소송으로 인해 잠시 중단되었지만 2011년 4월 15일 미국 의회 예산안의 일환으로 목록에서 제거되었다. 2012년 8월 31일, 와이오밍 주의 주지사 매트 미드는 회색늑대를 와이오밍 주의 멸종위기종 목록에서 제외하겠다고 발표했다. 따라서, 더 이상 미국 어류 및 야생동물관리국의 특별한 보호를 받을 이유가 없어지게 되었다. 와이오밍 주의 늑대 개체수는 이제 연방 정부에서 조절하고 있다.

## 같이 보기
- 늑대의 아종

## 서지
- Carmine Esposito (2007). 《"Il Lupo" Roma- Franco Muzzio Editore》. 127쪽. ISBN 9788874131433.